# 普斯皮达·里奇·蒂莉
普斯皮达·里奇·蒂莉（1989年7月10日—），印尼女子羽毛球運動員。

## 簡歷
2012年，蒂莉出戰馬來西亞羽毛球黃金大獎賽，與里基·维迪安托合作打進混合雙打的準決賽。

### 2013年世錦賽
2013年8月，蒂莉參加中國廣州舉行的世界羽毛球錦標賽，與里基·维迪安托以10號種子身分出戰混合雙打項目。他們首圈輪空，第二圈即以2比0擊敗中華台北組合晉級；但在第三圈就以0比2（14-21、17-21）不敵2號種子、中國的张楠/赵芸蕾，16強止步。

### 2015年世锦赛
2015年8月，普斯皮达·里奇·蒂莉參加印尼雅加达舉行的世界羽毛球錦標賽，她和里基·维迪安托出戰混合双打項目。她與里基·维迪安托以10號種子身分出戰，故在首圈輪空；但在次圈以2比1（18-21、21-18、22-20）擊敗马来西亚的黄辉颖 /鄒美君。在第三圈，激战三局以1-2（23-21、20-22、11-21）不敌赛会4號種子中国的刘成 /包宜鑫，16强止步。

## 主要比賽成績
只列出曾進入準決賽的國際賽事成績：
| 年份   | 賽事                     | 公開賽級別 | 項目     | 拍檔                    | 成績   |
| ------ | ------------------------ | ---------- | -------- | ----------------------- | ------ |
| 2009年 | 印度羽毛球黃金大獎賽     | 黃金大獎賽 | 混合雙打 | 通托维·艾哈迈德         | 準決賽 |
| 2009年 | 越南羽毛球國際挑戰賽     | 國際挑戰賽 | 混合雙打 | 通托维·艾哈迈德         | 冠軍   |
| 2009年 | 紐西蘭羽毛球大獎賽       | 大獎賽     | 混合雙打 | 通托维·艾哈迈德         | 準決賽 |
| 2009年 | 中華台北羽毛球黃金大獎賽 | 黃金大獎賽 | 混合雙打 | 通托维·艾哈迈德         | 準決賽 |
| 2009年 | 越南羽毛球大獎賽         | 大獎賽     | 混合雙打 | 通托维·艾哈迈德         | 準決賽 |
| 2010年 | 印尼羽毛球黃金大獎賽     | 黃金大獎賽 | 混合雙打 | Mochamad Delynugraha R. | 準決賽 |
| 2011年 | 印度羽毛球國際挑戰賽     | 國際挑戰賽 | 混合雙打 | 里基·维迪安托           | 亞軍   |
| 2012年 | 大阪羽毛球國際挑戰賽     | 國際挑戰賽 | 混合雙打 | 里基·维迪安托           | 冠軍   |
| 2012年 | 馬來西亞羽毛球黃金大獎賽 | 黃金大獎賽 | 混合雙打 | 里基·维迪安托           | 準決賽 |
| 2012年 | 澳門羽毛球黃金大獎賽     | 黃金大獎賽 | 混合雙打 | 里基·维迪安托           | 準決賽 |
| 2013年 | 紐西蘭羽毛球大獎賽       | 大獎賽     | 混合雙打 | 里基·维迪安托           | 亞軍   |
| 2013年 | 泰國羽毛球黃金大獎賽     | 黃金大獎賽 | 混合雙打 | 里基·维迪安托           | 亞軍   |
| 2013年 | 中國羽毛球大師賽         | 超級賽     | 混合雙打 | 里基·维迪安托           | 準決賽 |
| 2014年 | 新加坡羽毛球超級賽       | 超級賽     | 混合雙打 | 里基·维迪安托           | 亞軍   |
| 2014年 | 印尼羽毛球國際挑戰賽     | 國際挑戰賽 | 混合雙打 | 里基·维迪安托           | 冠軍   |
| 2014年 | 荷蘭羽毛球大獎賽         | 大獎賽     | 混合雙打 | 里基·维迪安托           | 冠軍   |
| 2014年 | 丹麥羽毛球首要超級賽     | 首要超級賽 | 混合雙打 | 里基·维迪安托           | 準決賽 |
| 2014年 | 哥本哈根羽毛球大師賽     | 其他       | 混合雙打 | 里基·维迪安托           | 準決賽 |
| 2015年 | 印度羽毛球黃金大獎賽     | 黃金大獎賽 | 混合雙打 | 里基·维迪安托           | 冠軍   |
| 2015年 | 瑞士羽毛球黃金大獎賽     | 黃金大獎賽 | 混合雙打 | 里基·维迪安托           | 準決賽 |
| 2015年 | 紐西蘭羽毛球黃金大獎賽   | 黃金大獎賽 | 混合雙打 | 里基·维迪安托           | 準決賽 |
| 2015年 | 東南亞運動會羽毛球比賽   | 其他       | 女子團體 | －                      | 銅牌   |
| 2015年 | 東南亞運動會羽毛球比賽   | 其他       | 混合雙打 | 里基·维迪安托           | 銅牌   |
| 2016年 | 印度羽毛球超級賽         | 超級賽     | 混合雙打 | 里基·维迪安托           | 亞軍   |
| 2016年 | 印尼羽毛球大師賽         | 黃金大獎賽 | 混合雙打 | 伊迪·苏巴蒂亚           | 準決賽 |
| 2017年 | 印尼羽毛球國際系列賽     | 國際系列賽 | 混合雙打 | 里基·维迪安托           | 準決賽 |
| 2017年 | 懷卡托羽毛球國際賽       | 國際系列賽 | 混合雙打 | 里基·维迪安托           | 冠軍   |

| 2007-2017年 | 首要超級賽 | 超級賽 | 黃金大獎賽 | 大獎賽 | 國際挑戰賽 | 國際系列賽 | 未來系列賽 | 其他 |

| 2018-2026年 | 總決賽 | 超級1000賽 | 超級750賽 | 超級500賽 | 超級300賽 | 超級100賽 | 國際挑戰賽 | 國際系列賽 | 未來系列賽 | 其他 |

### 奧運會和世錦賽參賽紀錄
|          | 搭檔          | 2013 | 2014 | 2015 |
| -------- | ------------- | ---- | ---- | ---- |
| 混合雙打 | 里基·维迪安托 | 16強 | 16強 | 16強 |